# Acta Physica Polonica
Acta Physica Polonica — рецензируемый научный журнал открытого доступа, освещающий исследования в области физики. Основан Польским физическим обществом в 1920 году. В 1970 году он разделен на два журнала Acta Physica Polonica A и Acta Physica Polonica B. Эти два журнала стали независимыми в 1995 году: серия А была опубликована Институтом физики Польской академии наук, а серия В — Ягеллонским университетом в сотрудничестве с Польской академией искусств и наук .

## История
Acta Physica Polonica основан Польским физическим обществом в 1920 году. В 1970 году он был разделен на Acta Physica Polonica A (издаётся Институтом физики Польской академии наук), в сферу которого входят общая физика, атомная и молекулярная физика, физика конденсированных сред, оптика и квантовая оптика, биофизика, квантовая информация, прикладная физика и Acta Physica Polonica B (издаётся Ягеллонским университетом), которая охватывает математическую физику, физику частиц и ядерную физику, относительность, астрофизику и статистическую физику. Главными редакторами являются Ян Мостовский и Михал Прасалович . В 2008 году было создано Дополнение к материалам Acta Physica Polonica B.

## Абстракты и индексирование
Acta Physica Polonica A имеет импакт-фактор 2013 года в 0,604, в то время как серия B имеет импакт-фактор 0,998. Acta Physica Polonica B является частью инициативы SCOAP <sup id="mwNw">3</sup> .